# Franz C. Lipp
Franz Carl Lipp (* 30. Juli 1913 in Bad Ischl; † 29. Mai 2002 ebenda) war ein österreichischer Volkskundler.

## Werdegang
Nach dem Besuch des Akademischen Gymnasiums in Linz studierte er von 1933 bis 1938 Germanistik, Geschichte, Philosophie und Volkskunde an den Universitäten Wien und Graz. Seine Dissertation über die Grundformen des Kulturlebens wurde von Ernst Mally betreut. 1939 übernahm er die Leitung der Volkskundeabteilung des Museum des Reichsgaues Oberdonau (heute: Oberösterreichisches Landesmuseum) in Linz. 1975 wurde er Direktor des Oberösterreichischen Landesmuseums und blieb in dieser Funktion bis zur Pensionierung 1978. Unter seiner Führung wurde die Volkskundeabteilung neu aufgebaut, das Linzer Schloss wurde zum Museum für Landeskultur umgestaltet. Besondere Verdienste errang Lipp durch sein Engagement für die zahlreichen Heimat- und Freilichtmuseen Oberösterreichs.
1967 habilitierte er sich an der Universität Wien mit einer Arbeit über Oberösterreichische Stuben. 1973 wurde er zum außerordentlichen Universitätsprofessor ernannt, 1990 schließlich folgte die Ernennung zum ordentlichen Universitätsprofessor. Sein Grab befindet sich auf dem Friedhof Bad Ischl.
Franz C. Lipp war seit dem Jahr 1941 mit der Mittelschullehrerin Dr. Elfriede Lipp (* 16. Juli 1914; † 14. September 2006 in Linz) verheiratet, mit der er zwei Söhne hatte, nämlich den Soziologen Wolfgang Lipp und den Kunstgeschichtler Wilfried Lipp.

## Auszeichnungen

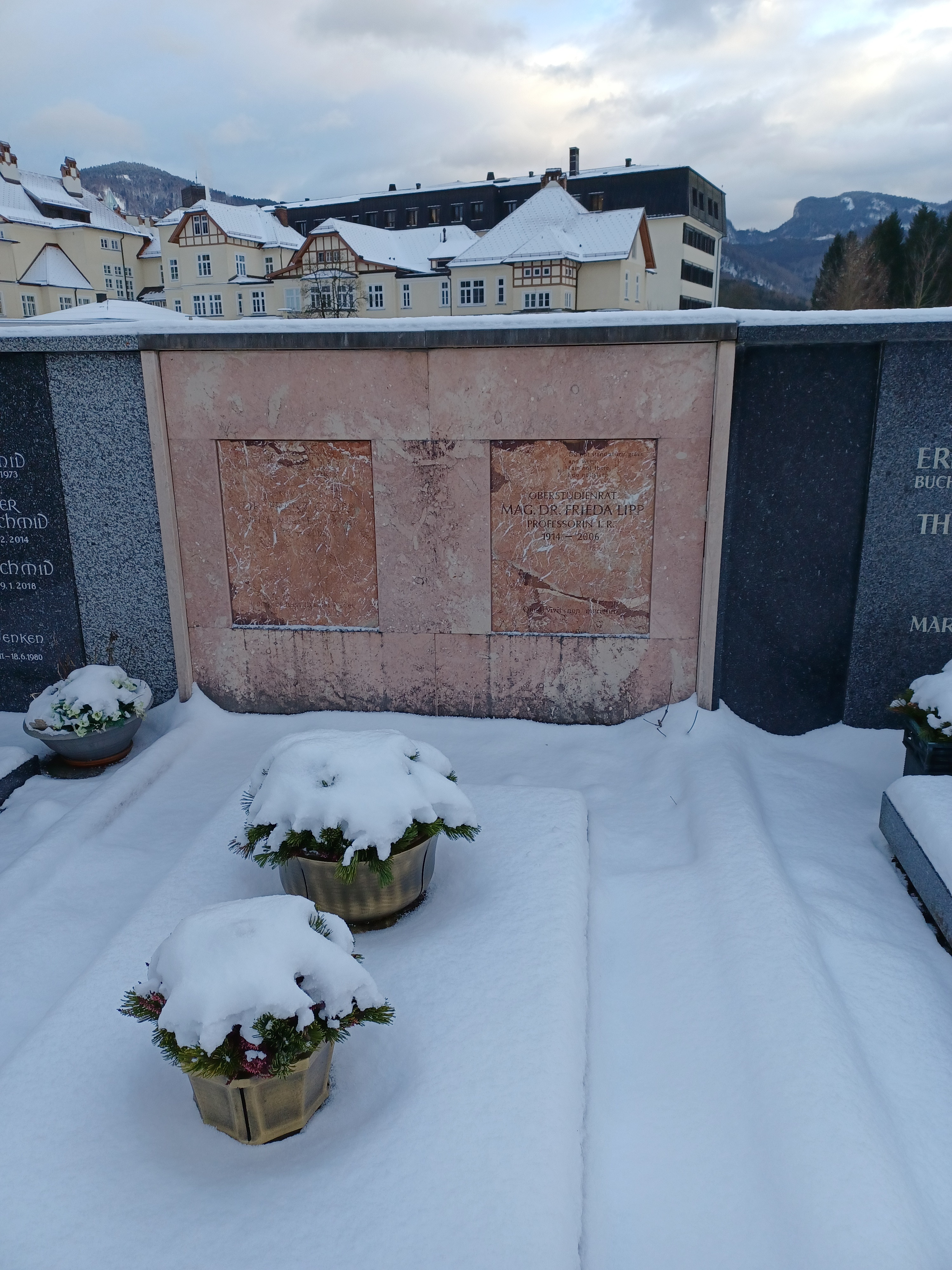
Grab von Franz C. und Frieda Lipp in Bad Ischl

- 1962: Stelzhamer-Plakette des Landes Oberösterreich
- 1963: Goldenes Ehrenzeichen der Republik Österreich
- 1975: Michael-Haberlandt-Medaille
- 1980: Österreichisches Ehrenkreuz für Wissenschaft und Kunst 1. Klasse
- 1981: Großes Ehrenzeichen des Landes Niederösterreich
- 1983: Goldenes Ehrenzeichen des Landes Oberösterreich
- 1993: Ehrenring der Stadt Bad Ischl

## Publikationen (Auswahl)
- Oberösterreichische Stuben. Bäuerliche und bürgerliche Innenräume. Möbel und Hausgerät. Linz 1966.
- Bemalte Gläser. Volkstümliche Bildwelt auf altem Glas. Geschichte und Technik. München 1974.
- Goldhaube und Kopftuch. Zur Geschichte und Volkskunde der österreichischen, vornehmlich Linzer Goldhauben und oberösterreichischen Kopftücher. Linz 1980.
- Tracht in Österreich. Geschichte und Gegenwart. Wien 1984.